# Barco dragón en los Juegos Asiáticos
El Barco dragón en los Juegos Asiáticos tuvo su primer y hasta el momento única aparición en la edición de 2010 en Guangzhou, China en las modalidades masculina y femenina.
Indonesia y China han ganado la misma cantidad de medallas de oro, pero Indonesia lidera el medallero histórico acumulado.

## Eventos
| Evento           | 10 | Años |
| ---------------- | -- | ---- |
|                  |    |      |
| Masculino 250 m  | X  | 1    |
| Masculino 500 m  | X  | 1    |
| Masculino 1000 m | X  | 1    |
| Femenino 250 m   | X  | 1    |
| Femenino 500 m   | X  | 1    |
| Femenino 1000 m  | X  | 1    |
|                  |    |      |
| Total            | 6  |      |

## Medallero
| #     | País          | Oro | Plata | Bronce | Total |
| ----- | ------------- | --- | ----- | ------ | ----- |
| 1     | Indonesia     | 3   | 3     | 0      | 6     |
| 2     | China         | 3   | 0     | 2      | 5     |
| 3     | Birmania      | 0   | 3     | 0      | 3     |
| 4     | Tailandia     | 0   | 0     | 3      | 3     |
| 5     | Corea del Sur | 0   | 0     | 1      | 1     |
| Total | Total         | 6   | 6     | 6      | 18    |

## Participantes
| País               | 10  | Años |
| ------------------ | --- | ---- |
|                    |     |      |
| China              | 47  | 1    |
| República de China | 24  | 1    |
| Hong Kong          | 24  | 1    |
| Indonesia          | 48  | 1    |
| Irán               | 48  | 1    |
| Japón              | 24  | 1    |
| Macao              | 48  | 1    |
| Birmania           | 24  | 1    |
| Singapur           | 48  | 1    |
| Corea del Sur      | 24  | 1    |
| Tailandia          | 48  | 1    |
|                    |     |      |
| Países             | 11  |      |
| Atletas            | 407 |      |